# Peperomia socorronis
Peperomia socorronis är en pepparväxtart som beskrevs av William Trelease. Peperomia socorronis ingår i släktet peperomior, och familjen pepparväxter. Inga underarter finns listade i Catalogue of Life.